# Grauglas
Das Grauglas ist ein alltägliches Hilfsmittel des lichtsetzenden Kameramanns und des Beleuchters, um zu sehen, wohin die Scheinwerfer treffen. Es sieht aus wie ein getöntes Monokel und wird meist an einer Schnur um den Hals getragen.

## Anwendung
1. direkt in die Lampe schauen:
Dabei positioniert man sich an den Ort, wohin später die Lampe den größten Teil des Lichts abstrahlen soll (Spot). Ein zweiter Beleuchter dreht die Lampe. Wenn man genau in die Lampe schaut, wird das Licht deutlich heller und die Lampe ist eingerichtet. Ohne Grauglas direkt in die Lampe zu schauen, würde bei Lampen ab 18 kW zu sehr blenden und wäre gesundheitsschädlich.
2. das zu beleuchtende Objekt betrachten:
Das Grauglas erweitert wie ein ND-Filter die Pupille (weniger Licht und größerer Lichteinlass ⇒ gleiche Lichtmenge), wodurch sich die Kontrastwahrnehmung steigert. So lässt sich auch aus der Ferne relativ genau feststellen, wie die Helligkeitsverteilung gestaltet ist.